# Jack Heath
John Charles Wood Heath (Jack Heath), född den 22 maj 1915 i Cannock, Staffordshire, England, död den 16 juni 1969, var en brittisk konstnär och professor.

## Biografi
Heath studerade vid Birmingham School of Arts and Crafts åren 1932–1936 och vid Royal College of Art i London åren 1936–1939 för John Nash och Paul Nash, samt gravyr för Malcolm Osborne och Robert Austin.
I mitten av år 1946 utsågs Heath till lärare i målning och teckning vid Rhodes University College och år 1947 till chef för konstskolan i Port Elisabeth, där han stannade till år 1952. Han blev professor i de sköna konsterna vid Nataluniversitetet i Pietermaritzburg, Sydafrika, i januari 1953.
Bland kända elever till Jack Heath märks Sheila McCorkindale, Fred Page och Alexander Rose-Innes, samt Bill Ainslie.